# Дюрвіль (острів)
Острів Дюрвіль (англ. D'Urville Island) — найпівнічніший острів архіпелагу Жуанвіль, протяжністю 27 кілометрів, що лежить одразу на північ від острова Жуанвіль, від якого його відділяє канал Ларсен. Протяжність острова становить 27 км, він займає площу близько 455 км² і досягає висоти 210 м над рівнем моря.

## Історія
Грубі нариси узбережжя тоді ще безіменної місцевості можна знайти на картах британського мореплавця Едварда Брансфілда від лютого 1820 року.
Під час Третьої французької антарктичної експедиції (1837-1840) острів було помічено, проте помилково прийнято за частину острова Жуанвіль.
В 1902 році під час шведської антарктичної експедиції Отто Норденскьольда (1901-1903) місцевість було визнано островом та названо в честь капітана Жуль Дюмон-Дюрвіля, французького дослідника, який відкрив землі архіпелагу Жуанвіль.

## Географія
Це один з декількох островів Антарктики, що є частиною Землі Ґреяма, яка знаходиться ближче до Південної Америки, ніж будь-яка інша частина цього континенту.